# 高山市民文化会館
高山市民文化会館（たかやましみんぶんかかいかん）は、岐阜県高山市昭和町にある多目的文化施設である。高山市公民館を併設する。指定管理者制度により一般社団法人高山市文化協会が管理運営を行っている。
JR高山駅の西側に位置し利便性が高く、また、会議室や音楽室、展示室など公民館としての機能を豊富に併せ持っており、年間を通してほぼ毎日様々な催事が行われる。1980年10月に着工され、1982年8月竣工、11月にオープンした。こけら落としは喜多郎コンサート。

## 施設

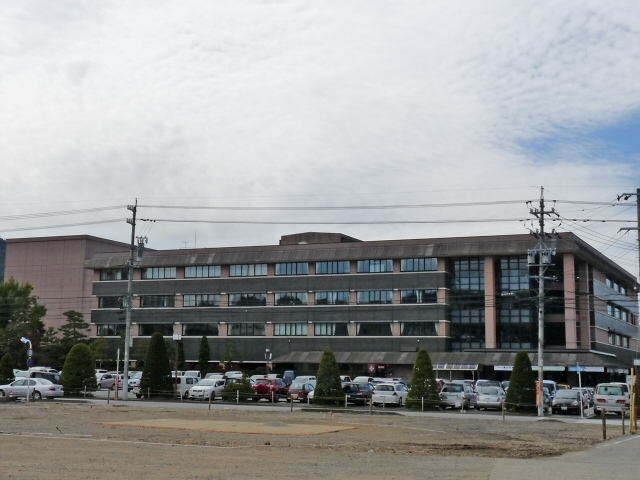
改修前の高山市民文化会館

設計は久米建築事務所（現在の久米設計）、施行は熊谷組。
平成29年の改修により、外観がかなり変化した。

### 大ホール
コンサートや演芸ライブをはじめ、演奏会、各種コンクールの地方選考会など幅広い目的で利用される。チケットブース、ロビーがある。
主催者は5室の楽屋を利用できる。また、小ホールと共用だが、リハーサル室、浴室、シャワー室がある。
- 固定席 1,308席（ワンスロープ方式）
- 母子席 6席
- 車椅子席 6席

平成22年3月改修後は以下の席数に変更。
- 固定席 1,284席（ワンスロープ方式）
- 母子席 6席
- 車椅子席 6席

現在、オーケストラピットは使用不能となっている。

### 小ホール
発表会、講演会、試写会、演劇の上演などに用いられる。2室の楽屋を備える。
- 固定席 410席（ワンスロープ方式）
- 車椅子席 4席

平成22年1月改修後は以下の席数に。
- 固定席 395席（ワンスロープ方式）
- 車椅子席 4席

### 2階～4階
270人を収容できる講堂、150人を収容できる会議室をはじめ、練習室、会議室、展示室、学習室、音楽室、料理室、和室、美術工芸室、貴賓室がある。
※H24年の改修により「パソコン専用室」は「中会議室2」に変更となった。

## 概要
開館時間
- 9：00～21：30（ホール部分は21:00まで）

休館日
- 第1・第3・第5月曜日（ただし祝日は開館）
- 祝日の翌日
- 年末年始
- お盆期間
- 高山祭の開催日

※但し、都合により休館日を変更する
駐車場
- 200台

## アクセス
- JR高山駅・白山口（西口）から徒歩3分。
- JR高山駅バスセンターからのらマイカー西線右回り乗車、約5分。
- 中部縦貫自動車道高山ICより車で「下呂・高山市街」方面へ約10分。